# Las fuerzas vivas
Las fuerzas vivas és una pel·lícula mexicana del 1975 dirigida per Luis Alcoriza d'humor polític, que descriu perfectament el fenomen de la Revolució mexicana, reflectida satíricament a través del que succeeix en un poble apartat dels llocs en els quals la veritable Revolució es lliurava acarnissadament.

## Sinopsi
El corrupte cacic del poble (Héctor Lechuga) i líder a més del bàndol dels conservadors, inaugura un bust en honor al seu pare, de qui va heretar el poder i el cacicat.
La cerimònia es dona enmig de xiulades i burles per part del grup dels liberals, els pobres del poble, entre els qui es troben un ferrer (David Reynoso), qui lidera al bàndol dels liberals, acompanyat de diversos personatges lliiurepensadors entre els quals destaca el professor Héctor Ortega, el propi taberner "Matías El Caballo" qui aviat hauria de canviar al bàndol dels conservadors, i altres simpatitzants del lloc.
El centre de reunió dels liberals és precisament la cantina del "Matías El Cavall": Manuel Capetillo i la seva esposa (Carmen Salinas) i des d'allí comença a prendre forma la idea de rebel·lar-se contra els conservadors.
Els esdeveniments es precipiten quan en la cerimònia d'inauguració del bust del pare de l'Alcalde, arriben les notícies que les forces revolucionàries estan lluitant contra el govern del General Porfirio Díaz. Els liberals del poble decideixen prendre per assalt del Palau Municipal i amb això, simbòlicament el poder.
D'allí d'ara endavant les escenes de presa de poder de part dels liberals i dels conservadors es va donant de manera seqüencial.

## Repartiment
- David Reynoso com Eufemio.
- Armando Silvestre com Rómulo.
- Héctor Lechuga com Benito.
- Carmen Salinas com Doña Hortensia, esposa de El Caballo.
- Chucho Salinas com el Coronel Munguia.
- Héctor Suárez com sabater.
- Héctor Ortega com El Professor.
- Manuel Capetillo com Matías El Caballo.
- Luz María Aguilar L'esposa del Boticari.
- Sergio Ramos com Don Irineo, el telegrafista.
- Manuel Medel
- Carlos López Moctezuma como El jutge.
- Rosario Granados esposa del jutge.
- Víctor Junco como Silverio el sacerdot.
- Amparo Arozamena
- Lola Beltrán com Chabela, esposa d'Eufemio.
- Victorio Blanco
- Sergio Calderón
- José Chávez Trowe com El Sargent.
- Federico Curiel "Pichirilo" com Ajudant del sacerdot.
- Farnesio de Bernal
- Gerardo del Castillo com Epitacio.
- Carmen del Valle
- Patricia Ferrer
- Lucía Guilmáin
- Roberto Guzmán
- Omar Jaramillo
- Graciela Lara
- Anabel Limón
- Francisco Llopis
- Marcela López Rey com Esposa del Alcalde.
- Enrique Lucero com Mateo.
- Gastón Melo
- Alejandra Meyer com esposa de Don Irineo.
- Gina Moret
- Noé Murayama como El Burrero.
- Yolanda Ochoa
- Leticia Perdigón
- Mónica Prado
- Ramiro Ramírez
- Gabriel Retes como el fill de l'Alcalde.
- Sergio Reynoso
- Guillermo Segura
- Rebeca Silva
- Alfredo Varela
- Velia Vegar
- Yuyú
- Mário Zebadúa
- Adriana Laffan

## Recepdió
Premi al millor guió al Festival Internacional de Cinema de Cartagena de Indias del 1976.